# Khumba Mela
O Khumba Mela ou Kumbh Mela (de khumb, "pote" e mela, "festival") é o principal festival do hinduísmo, que ocorre quatro vezes a cada doze anos na Índia, rodando por quatro cidades: Prayagraj, Ujjain, Nashik e Haridwar. Cada ciclo de doze anos inclui o Maha Kumbha Mela (maha = maior) em Prayagraj, onde milhões de devotos hindus se reúnem para se banhar no Sangam, local de encontro dos rios sagrados Ganges, Yamuna e Saraswati para se purificar, naquele que é o maior festival religioso do mundo.
Em 2007 ocorreu em Prayagraj o Ardh Kumbh Mela, o encerro de um ciclo de 12 festivais em 144 anos de evento, sendo a maior concentração humana jamais vista, atraindo mais de 70 milhões de pessoas - densidade demográfica de mais de 500 mil habitantes/km²
Em janeiro de 2013 teve início em Prayagraj mais uma edição do Khumb Mela, esperando-se cerca de 100 milhões de participantes durante os 55 dias do evento.

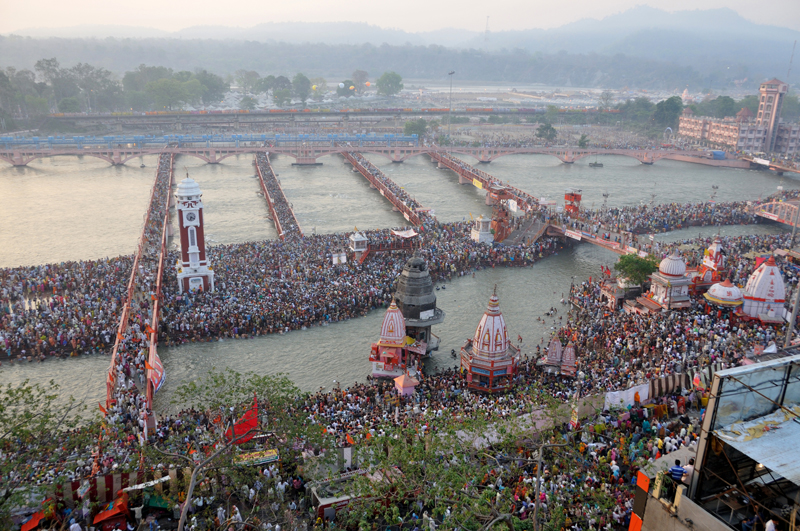
Peregrinos no Haridwar Kumbh Mela em 2010

## Origem
O Kumbha Mela se baseia numa lenda na qual deuses e demônios entraram em guerra por causa de um pote que continha o néctar da imortalidade. Algumas gotas do néctar caíram em quatro cidades na Índia: Prayagraj, Ujjain, Nasik e Haridwar, onde o Khumba Mela acontece sucessivamente a cada três anos.
Segundo a cosmologia hindu, o rio Ganges tem origem nos céus. A Kumbh Mela, o grande festival que ocorre ao redor do Ganges, é uma celebração da criação. Segundo uma fábula, os deuses e os demônios lutavam pela "kumbh" (jarra, pote), onde se encontrava o "amrit" (néctar), criado pelo "sagar manthan" (o escumar dos oceanos). Jayant, filho de Indra, escapou com a kumbh e por 12 dias consecutivos os demônios lutaram contra os deuses pela posse da jarra. Finalmente, venceram os deuses, beberam o "amrit" e alcançaram a imortalidade.
Durante a batalha pela posse da "kumbh", quatro gotas de "amrit" caíram na terra, em Prayagraj, Haridwar, Nasik e Ujjain, as quatro cidades onde o festival da Kumbh Mela tem lugar. Até hoje, a cada 12 anos, cada uma dessas cidades é sede da mela. A Maha Kumbh Mela de 2001, em Prayagraj, foi um dos maiores e mais espetaculares festivais jamais ocorridos. Cerca de 30 milhões de pessoas se reuniram na cidade sagrada para se banharem nas águas sagradas do Ganges.
O festival Kumbh Mela foi classificado pela UNESCO em 2017 como Património Cultural Imaterial da Humanidade.